# Apennin tosco-émilien
Pour les articles homonymes, voir Apennin (homonymie).
L’Apennin tosco-émilien est une partie de la chaîne montagneuse des Apennins, et en particulier, de l'Apennin du Nord. Il couvre plus précisément la Toscane et l'Émilie-Romagne. Le mont Cimone est son point culminant.

## Géographie

### Localisation
Le col de Cisa le sépare au nord-ouest de l'Apennin ligure, et celui de la Bocca Trabaria le sépare de l'Apennin ombro-marchien.
De plus, l'Apennin tosco-émilien peut être divisé en Apennin tosco-romagnol, au sud-est du col de la Futa et l'Apennin tosco-émilien au sens strict au nord de ce dernier.

### Sommets principaux
Les montagnes principales de l'Apennin tosco-émilien sont :
- Mont Cimone : 2 165 m
- Mont Cusna : 2 121 m
- Mont Prado : 2 054 m
- Alpe di Succiso : 2 018 m
- Mont Giovo : 1 991 m
- Monte Casarola : 1 978 m
- Mont Rondinaio : 1 964 m
- Mont Lagoni : 1 962 m
- Corno alle Scale : 1 945 m
- Alpe Tre Potenze : 1 940 m
- Libro Aperto : 1 937 m
- Monte Alto : 1 904 m
- Monte La Nuda : 1 895 m
- Mont Gomito : 1 892 m
- Mont Cornaccio : 1 881 m
- Punta Buftanaro : 1 878 m
- Mont Sillara : 1 861 m
- Cima dell'Omo : 1 859 m
- Mont Cavalbianco : 1 855 m
- Mont Cupolino : 1 853 m
- Mont Marmagna : 1 852 m
- Mont Losanna : 1 840 m
- Monte Matto : 1 837 m
- Mont Bragalata : 1 835 m
- Mont Orsaro : 1 831 m
- Mont Spigolino : 1 827 m
- Monte La Nuda : 1 827 m
- Mont Braiola : 1 821 m
- Mont Paitino : 1 815 m
- Cima Belfiore : 1 810 m
- Mont Gennaio : 1 810 m
- Cima Tauffi : 1 799 m
- Mont Brusa : 1 796 m
- Mont Bocco : 1 791 m
- Monte Aquila : 1 780 m
- Mont Nuda : 1 775 m
- Mont Giovarello : 1 760 m
- Balzo delle Rose : 1 739 m
- Mont Ventasso : 1 727 m
- Bocchetta dell'Orsaro : 1 724 m
- Mont Malpasso : 1 716 m
- Mont Fosco : 1 683 m
- Pedata del Diavolo : 1 665 m
- Tecchio dei Merli : 1 644 m
- Alpesigola : 1 642 m
- Mont Modino : 1 557 m
- Sasso Tignoso : 1 492 m
- Mont Borgognone : 1 401 m
- Mont Pidocchina : 1 296 m
- Croce delle Lari : 1 200 m
- Mont Bastione : 1 190 m
- Mont Verruca : 820 m
- Mont Pero : 760 m

## Protection
Le 9 juin 2015, la portion de territoire comprenant une surface de 223 229 hectares à l'intérieur des provinces Reggio d'Émilie (Baiso, Canossa, Carpineti, Casina, Castelnovo ne' Monti, Toano, Ventasso, Vetto, Vezzano sul Crostolo e Villa Minozzo), Parme (Berceto, Calestano, Corniglio, Monchio delle Corti, Langhirano, Lesignano de' Bagni, Neviano degli Arduini, Palanzano e Tizzano Val Parma), Modène (Frassinoro), Massa-Carrara (Bagnone, Casola in Lunigiana, Comano, Filattiera, Fivizzano, Fosdinovo, Licciana Nardi e Villafranca in Lunigiana) et Lucques (Castelnuovo di Garfagnana, Piazza al Serchio, Pieve Fosciana, San Romano in Garfagnana, Sillano Giuncugnano e Villa Collemandina) est déclarée réserve de biosphère par l'UNESCO.